# Aéroport de Charlevoix
L'aéroport de Charlevoix (AITA : YML, OACI : CYML) est un aéroport situé à Saint-Irénée au Québec, desservant aussi la région de Charlevoix. Il se trouve à 8,1 kilomètres au sud-sud-ouest de La Malbaie. Il est inauguré en 1962.
Chaque année, de mai à novembre, 4 000 personnes y transitent.

## Source
- (en) Cet article est partiellement ou en totalité issu de l’article de Wikipédia en anglais intitulé « Charlevoix Airport » (voir la liste des auteurs).